# Paterberg
De Paterberg is een heuvel in de Vlaamse Ardennen in de gemeente Kluisbergen, in de Belgische provincie Oost-Vlaanderen. De kasseien op de Paterberg zijn sinds 1993 beschermd monument. Na de aanleg van de weg - de gemeente Kluisbergen besliste dat de geplande betonbaan werd vervangen door kasseien - werd de helling direct opgenomen in de Ronde van Vlaanderen van 1986.

## Wielrennen

### Ronde van Vlaanderen
In het wielrennen is de helling sinds 1986 vooral bekend door de wielerwedstrijd de Ronde van Vlaanderen. Samen met de Koppenberg en de Oude Kwaremont is de Paterberg een van de zwaarste hellingen van de wedstrijd en aldus ook een scherprechter. De Paterberg is een smalle kasseiweg met een gemiddeld stijgingspercentage van 12,5% en een steilste stuk van 20%. De top ligt op 80 m hoogte.
De Paterberg werd in de Ronde van Vlaanderen al 56 keer beklommen in 40 edities (1986-2025), voor het eerst in 1986.  
Ze volgt altijd na een beklimming van de Oude Kwaremont. In 1986 en 1987 volgt na de Paterberg de Koppenberg. In de periode 1988-1990 was dit de Kortekeer, in 1991 de Oude Kruisens, in de periode 1992-1994 de Hoogberg-Hotond, in de periode 1995-2001 en in 2007 wederom de Kortekeer. In de periode 2002-2006 en in 2008-2011 volgt de Koppenberg. 
In het parcours van 2012 en 2013 was de beklimming van de Paterberg driemaal voorzien. In de eerste lus tussen Oude Kwaremont en Koppenberg. In de tweede lus tussen Oude Kwaremont en Hoogberg-Hotond. In de derde doortocht is de helling de laatste beklimming, na de Oude Kwaremont, in volle finale van de wedstrijd.
In de periode 2014-2025 was de beklimming van de Paterberg tweemaal voorzien. In de eerste doortocht tussen Oude Kwaremont en Koppenberg, in de tweede doortocht is de helling de laatste beklimming, na de Oude Kwaremont, in volle finale van de wedstrijd.

### Andere wedstrijden
De Paterberg wordt ook vaker beklommen in de E3-Prijs, Dwars door Vlaanderen, Dwars door de Vlaamse Ardennen en ook in wedstrijden voor vrouwen.

### Recreatieve fietsroutes
De Paterberg zit ook in de blauwe lus van de Ronde van Vlaanderenroute.

## Afbeeldingen

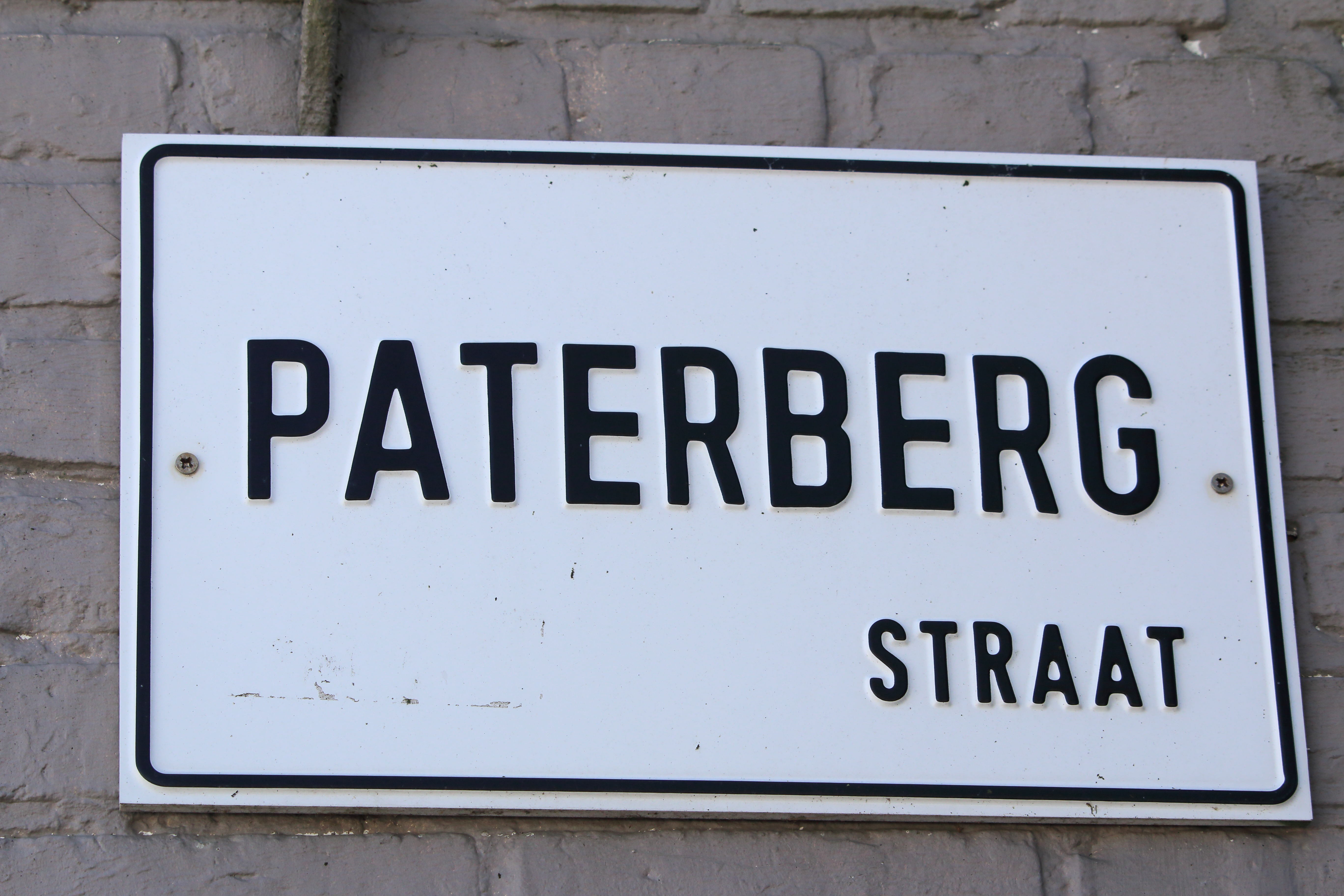
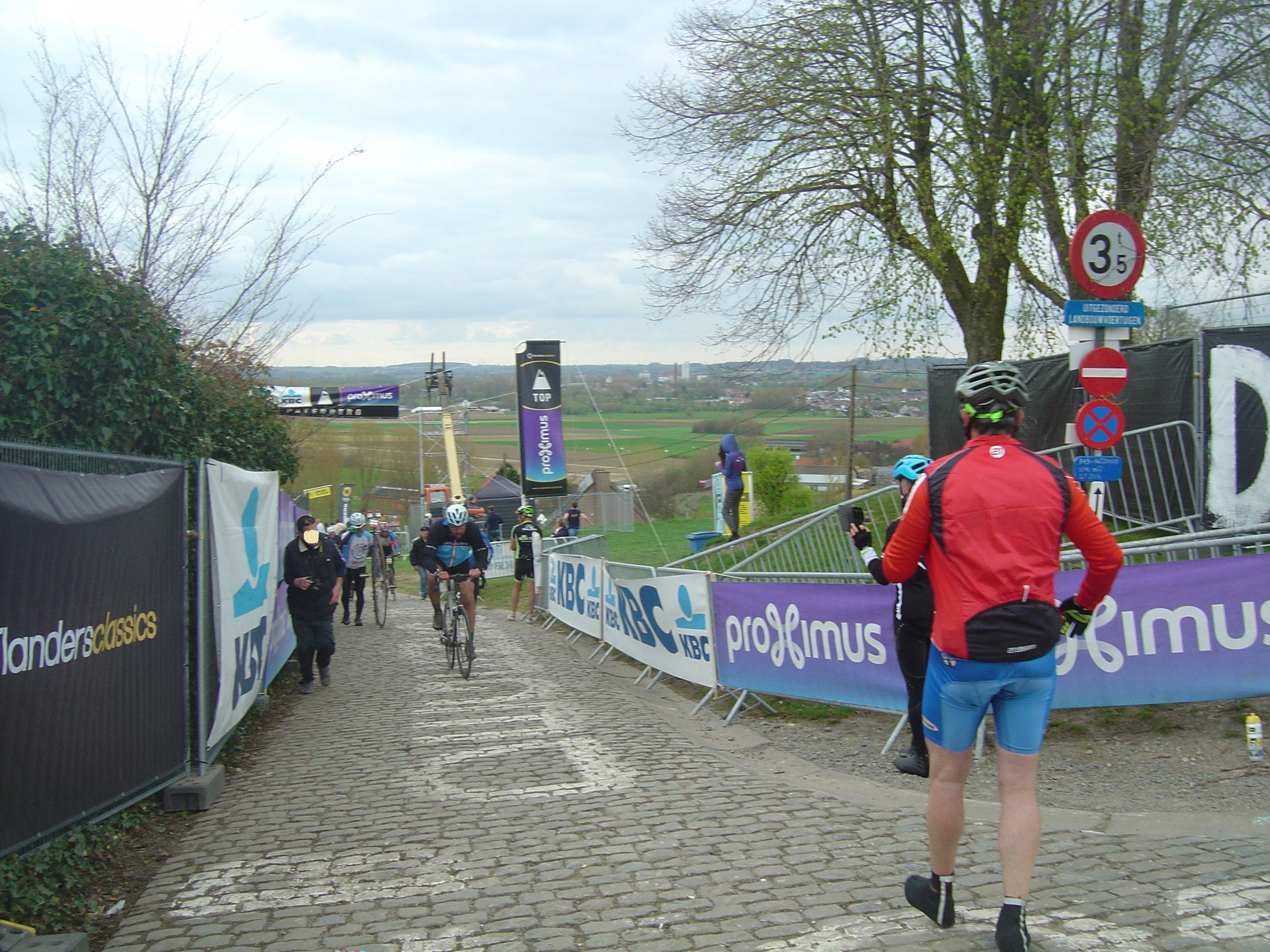
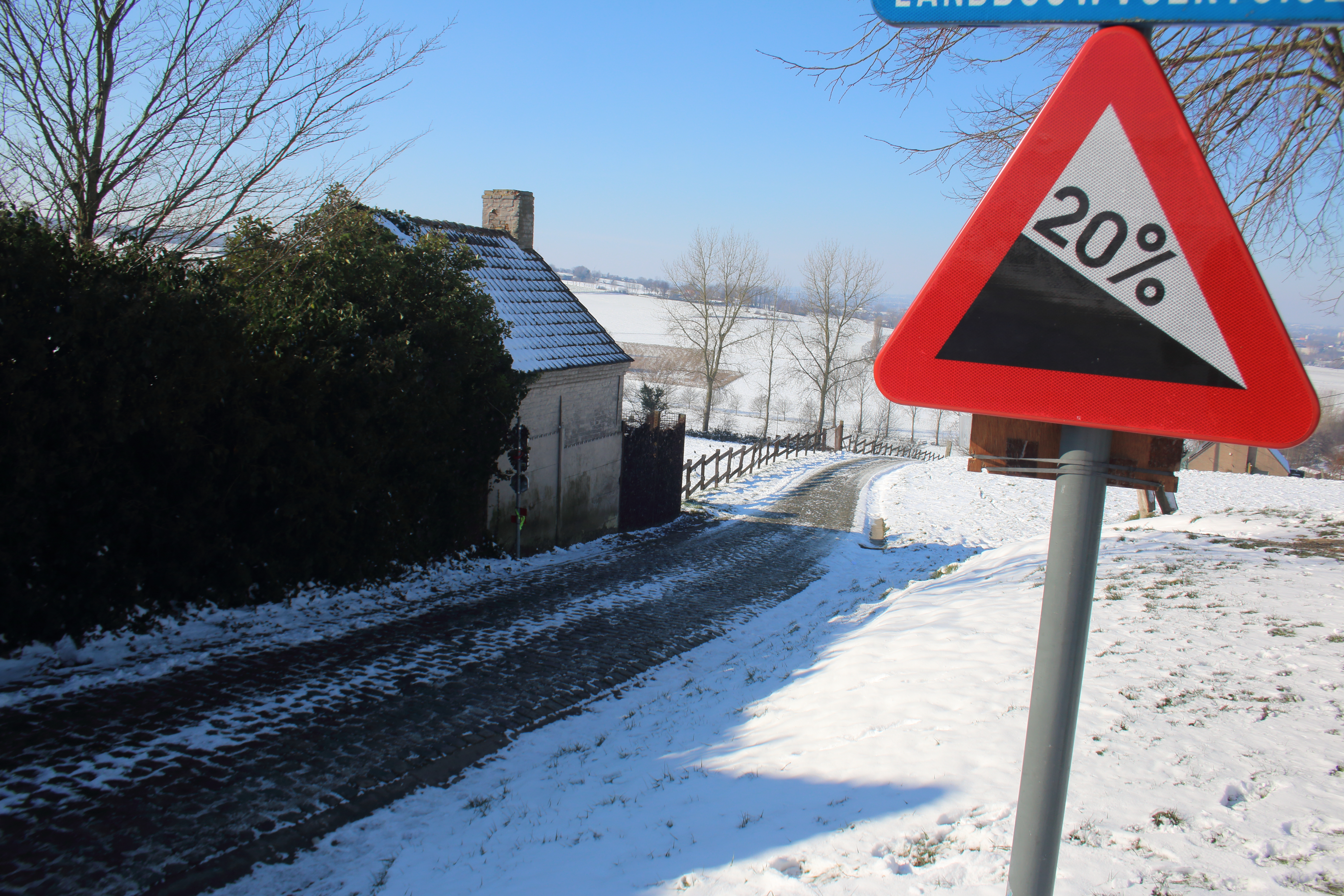